# シャーロック・ホームズの帰還

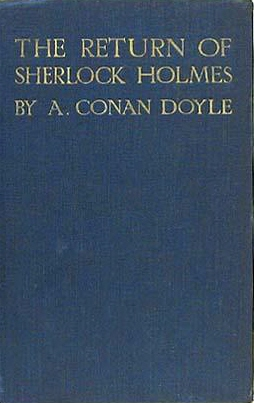

『シャーロック・ホームズの帰還』（シャーロック・ホームズのきかん、The Return of Sherlock Holmes）は、イギリスの小説家、アーサー・コナン・ドイルによる短編集。シャーロック・ホームズシリーズの一つで、五つの短編集のうち3番目に発行された作品である。1905年の発行で、イギリスの『ストランド・マガジン』1903年10月号から1904年12月号にかけて発表された13の短編を収録している。
『ストランド・マガジン』連載時にはシドニー・パジェットが挿絵を担当した。
日本語版では、訳者により『シャーロック・ホームズの生還』『シャーロック・ホームズの復活』などの訳題も使用される。

## ホームズの死と復活
ドイルは『ストランド・マガジン』1893年12月号に発表した「最後の事件」でシャーロック・ホームズをライヘンバッハの滝に葬り、シリーズを終了させた。「最後の事件」発表後、読者や出版社からはホームズを復活させるよう幾度となく要望がなされたが、ドイルにその意思はなかった。新鮮なプロットを追い求めるのにうんざりしていたこと、ホームズシリーズばかりが注目を集め、自身の他の分野の著作が埋もれてしまっていることなどから、これ以上シリーズを書き続けるのは間違いだと考えていたためである。1896年のスピーチでは、ホームズを殺したのは自己防衛のための殺人であり、もしホームズを殺していなかったらホームズのほうが自分を殺しただろう、と述べている。
しかし、ホームズ復活の可能性は皆無というわけではなかった。1896年、ドイルは「競技場バザー」というシリーズの短いパロディを書く。1897年、ホームズを主役とする芝居の台本を書き、これは後にウィリアム・ジレットが台本を書き直して舞台化された。1898年には『ストランド・マガジン』に連載していた『炉辺物語』に含まれる短編「時計だらけの男」と「消えた臨時列車」の作中に、ホームズらしき人物を登場させている。そして1901年、ドイルはホームズの登場する新作、長編『バスカヴィル家の犬』を『ストランド・マガジン』1901年8月号から1902年4月号にかけて連載した。事件の発生は「最後の事件」より前であり、ホームズが生き返ったわけではないが、再登場したホームズは以前と同様の優れた腕前を見せ、読者の変わらぬ支持を集めたのであった。
1903年、依然としてホームズの復活を拒絶していたドイルに対し、アメリカのコリアーズ社がシリーズの1作につき4000ドル(2000年代においては約3000万円の価値)という破格の提案をする。ついにドイルはこの提案を受け入れ、新たに8編の物語を書くという契約を結んだ。ドイルは執筆を開始し、ホームズが死んでいなかったことが明かされる「空き家の冒険」をはじめとする8編が、同年9月までに完成する。そして、短編としては9年10ヶ月ぶりとなる『シャーロック・ホームズの帰還』の連載が、アメリカの『コリアーズ・ウィークリー』1903年9月26日号とイギリスの『ストランド・マガジン』1903年10月号にて開始されたのであった。1903年の秋、ドイルはボーター選挙区で推薦を受けて政治活動を行なったが、翌年になると執筆に戻り、4編を追加で書き上げた。
さらに、ドイルは連載の契約とは別に、サミュエル・シドニー・マックルーアと執筆の約束をしていた。マックルーアは短編の新連載か中編を希望していて、12編の新連載に対しては75000ドルを提示した。しかし、プロットを使い切ったと考えていたドイルは、再びシリーズを終了させる作品として執筆することにした。こうしてホームズを引退させる短編「第二の汚点」が執筆されたが、ホームズの引退はその死ほどの関心は得られなかった。「第二の汚点」は契約の問題などから、最終的には13編目の連載作品として『コリアーズ・ウィークリー』と『ストランド・マガジン』で発表されることになった。『シャーロック・ホームズの帰還』は全13編の連載となり、1905年に単行本として発行された。

## 収録作品
タイトルは『ストランド・マガジン』に掲載されたもの。日本語版では訳者により様々な訳題が使用されている。括弧内は掲載号。
- The Adventure of the Empty House - 空き家の冒険（1903年10月号）
- The Adventure of the Norwood Builder - ノーウッドの建築業者（1903年11月号）
- The Adventure of the Dancing Men - 踊る人形（1903年12月号）
- The Adventure of the Solitary Cyclist - 孤独な自転車乗り（1904年1月号）
- The Adventure of the Priory School - プライオリ学校（1904年2月号）
- The Adventure of Black Peter - ブラック・ピーター（1904年3月号）
- The Adventure of Charles Augustus Milverton - 犯人は二人（1904年4月号）
- The Adventure of the Six Napoleons - 六つのナポレオン（1904年5月号）
- The Adventure of the Three Students - 三人の学生（1904年6月号）
- The Adventure of the Golden Pince-Nez - 金縁の鼻眼鏡（1904年7月号）
- The Adventure of the Missing Three-Quarter - スリークウォーター失踪（1904年8月号）
- The Adventure of the Abbey Grange - 僧坊荘園（1904年9月号）
- The Adventure of the Second Stain - 第二の汚点（1904年12月号）